# Bozat
Bozat ist ein Dorf im Landkreis Sarıkamış der türkischen Provinz Kars. Bozat liegt etwa 50 km südwestlich der Provinzhauptstadt Kars und 13 km nordöstlich von Sarıkamış. Bozat hatte laut der letzten Volkszählung 441 Einwohner (Stand Ende Dezember 2010). Die Bevölkerung besteht hauptsächlich aus Kurden, Osseten und Türken.